# 大和天満宮

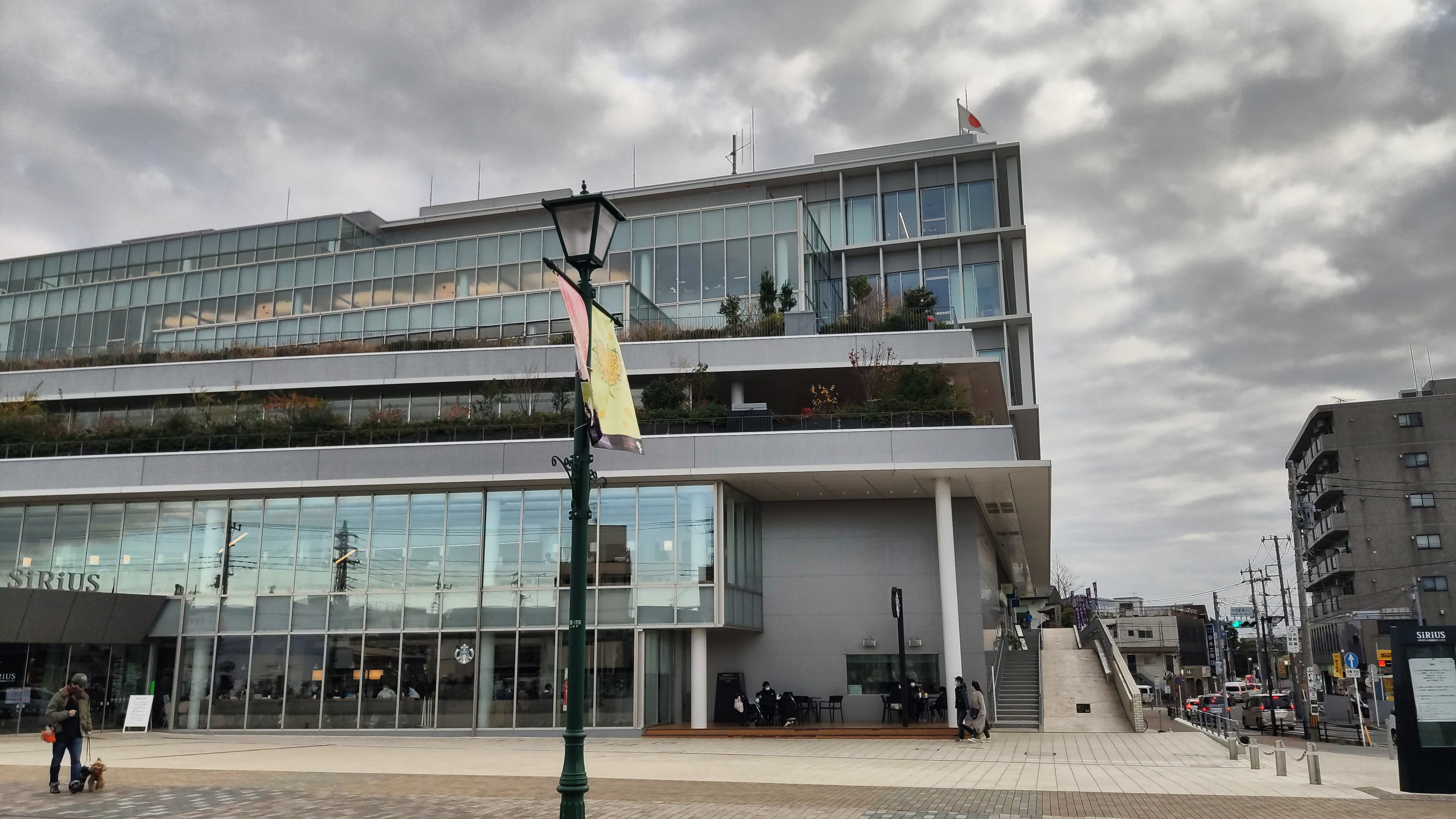
大和天満宮へと至る通路 (参道)。

大和天満宮（やまとてんまんぐう）は、神奈川県大和市の大和駅東方にある大和市文化創造拠点シリウスの2階屋外に鎮座している神社。

## 概要
厚木基地内にあった厚木空神社（祭神・天照大神）を、終戦後の1945年（昭和20年）8月20日に、現在地へと遷座したのが起源とされる。その際、全役員協議の結果、学問の神として知られる菅原道真公を祭神として「日本復興の道標にすべし」と満場一致で決定し、九州の太宰府天満宮から勧請し、「南大和天満宮」と命名され、後に「大和天満宮」へと改名された。
2016年（平成28年）11月3日竣工の大和市文化創造拠点シリウスの開発に伴い、当施設の2階屋外へと移動した。

## 祭神
- 菅原道真

## 祭事
- 1月1日 - 元旦祭
- 1月14日 - 左義長祭（※どんど焼きは行われない）
- 1月25日 - 初天神祭
- 2月3日 - 節分祭（※豆まきは行われない）
- 5月第2日曜日 - 大和市民祭り（神輿渡御、柳橋交差点付近より）
- 8月第4土曜日・日曜日 - 例大祭
- 10月～11月 - 七五三祭
- 12月第3日曜日 - 合格祈願祭 ご祈祷（※参加無料、玉串奉典、先着お守り授与）

## アクセス
大和駅から遊歩道沿いに東方へ徒歩3分。
- 参拝可能時間 : 6:00-21:30
- 社務所受付 : 10:00-15:00